# Kawaniši Baika
Kawaniši Baika (japonsky: 梅花, Švestkový květ) byl projekt řízené (pilotované) pumy japonského císařského námořního letectva. Technicky vycházel z německé pilotované okřídlené pumy Reichenberg IV (pilotovaná V1).
Na projektu začali pracovat profesoři Ičiró Tani a Taičiró Ogawa z Leteckého institutu Tokijské univerzity s Kawaniši Kókúki na konci roku 1944 poté, co Japonci prostudovali dokumentaci, kterou dopravila německá ponorka. Byl vyprojektován malý dolnokřídlý jednoplošník, který měl motor posazený nad trupem za kabinou pilota. Pro vzlet ze země měl být použit odhazovací podvozek. Letoun měl vzlétat pomocí startovacích raket. Po dosažení cestovní rychlosti by začal pracovat pulzační motor a nepotřebné rakety by byly odhozeny.
Pokud by byla tato zbraň nasazena do bojových akcí, mohla být jednou z nejefektivnějších sebevražedných zbraní Japonska.

## Specifikace (vypočtené)

### Technické údaje
- Posádka: 1 pilot
- Délka: 7,0 m
- Rozpětí: 6,6 m
- Plocha křídla: 7,6 m²
- Prázdná hmotnost : 750 kg
- Vzletová hmotnost : 1430 kg
- Plošné zatížení: 188 kg/m²
- Pohonná jednotka: 1× pulzační motor Maru Ka-10
- Tah pohonné jednotky: 2,9 kN

### Výkony
- Maximální rychlost: 556 km/h
- Dolet: 280 km

### Výzbroj
- 250kg bojová nálož